# Cleiton & Camargo
Cleiton & Camargo é uma dupla sertaneja brasileira formada por Luciano dos Santos (Goiânia, 21 de setembro de 1978), o Cleiton, e Werley José de Camargo (Goiânia, 1 de junho de 1976), o Camargo, sendo este irmão da dupla Zezé Di Camargo e Luciano.

## Biografia

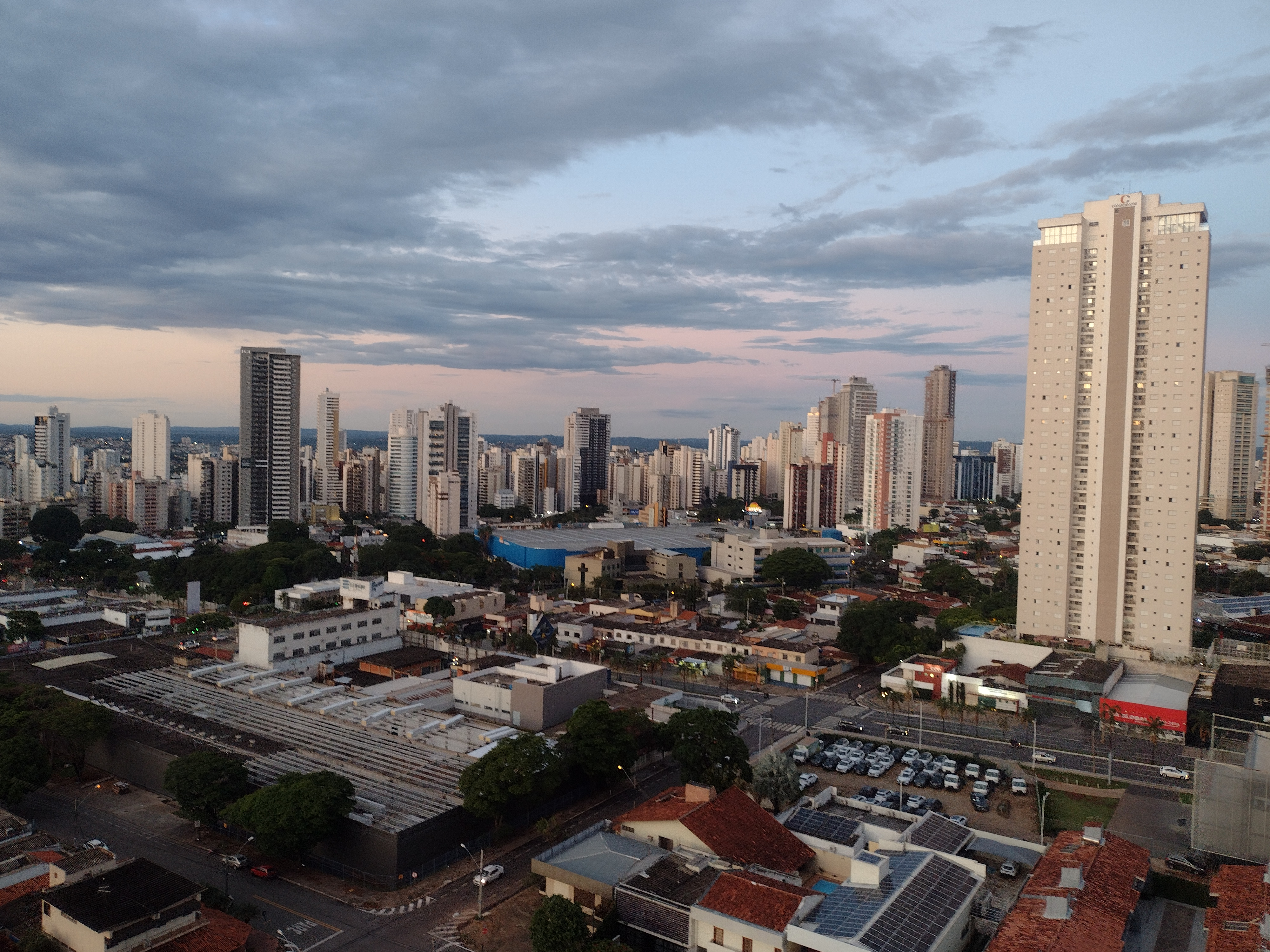
Goiânia, cidade onde Cleiton e Camargo nasceram e onde surgiu a dupla.

### Cleiton
Luciano dos Santos, conhecido como Cleiton, nasceu em Goiânia, em 21 de setembro de 1978. Desde criança, fazia shows pela região de Goiás cantando rap.

### Camargo
Werley José de Camargo nasceu na capital goiana em 1 de junho de 1976, filho caçula de Helena Siqueira de Camargo e Francisco José de Camargo e irmão dos cantores Zezé Di Camargo e Luciano Camargo, da atriz Luciele di Camargo e do político e cantor Wellington Camargo. Camargo é pai da cantora Day Camargo.

## Carreira

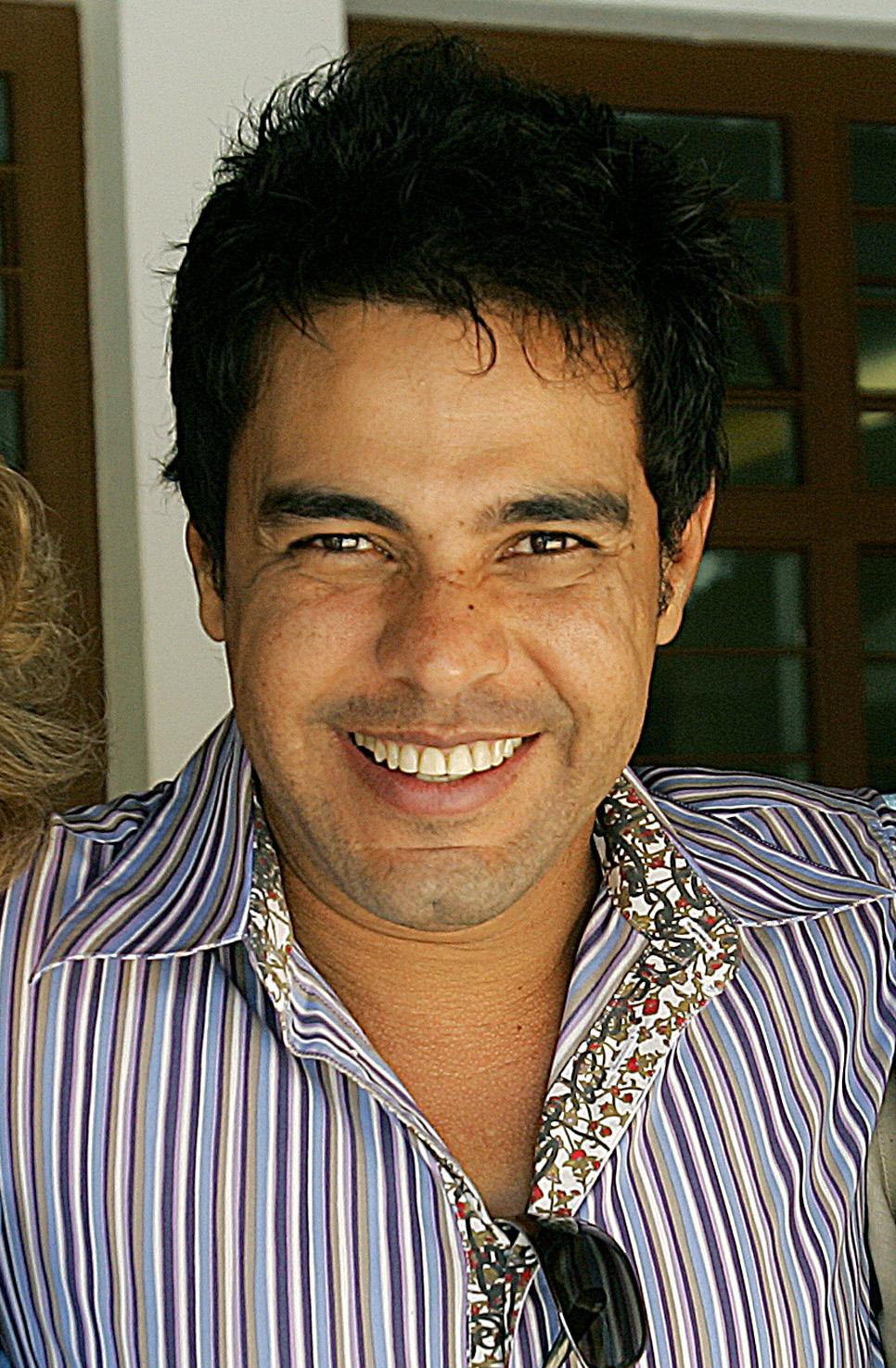
Camargo, segunda voz da dupla, é irmão do cantor Zezé Di Camargo (imagem).

A dupla iniciou os seus trabalhos no ano de 1994, mas o primeiro álbum da dupla veio em 1996, que  teve como destaque a canção "Nuvem Passageira" (composição de Zezé Di Camargo), que ganhou um videoclipe na época e já havia sido gravada anteriormente por outras duplas: Jean & Junior em 1990, e posteriormente Kassio & Kassiano em 1994. Em 1998, tiveram participação no disco-tributo em homenagem a Leandro (da dupla Leandro & Leonardo), onde interpretaram "Doce Mistério".
A primeira voz da dupla, Cleiton, era cantor de rap e fazia shows em toda região de Goiás desde criança. Camargo formava uma dupla sertaneja com outro parceiro, mas por não estar fazendo muito sucesso, procurava outra voz para dividir os palcos em sua carreira. Encontrou quando conheceu Cleiton.[carece de fontes?]
De lá para cá, foram seis CDs que ganharam projeção nacional com suas canções e principalmente com as versões que são até hoje as canções mais conhecidas da dupla: "Na Hora De Amar" (versão de "Spending My Time", de Roxette), "Se É Amor Não Sei" (versão de "Take My Breath Away", uma canção da banda Berlin e tema do filme Top Gun), "Quando Um Grande Amor Se Faz" (versão de "Cantare è D'amore", do cantor italiano Amedeo Minghi) e "O Meu Anjo Azul" (versão de "Still Loving You", dos Scorpions). Outras canções conhecidas são "Agenda Rabiscada", "Não Posso Ouvir esta Música", “Você Vai Sentir Saudade”, "Se Eu Quiser Um Grande Amor" e muitos outros.
A dupla estava com 12 anos de carreira e 7 álbuns lançados, quando em setembro de 2005, Cleiton decidiu deixar a dupla para se tornar assessor parlamentar do prefeito de Goiânia, Iris Rezende, e se filiar ao PMDB. Assim a dupla chegou ao fim.
O irmão de Zezé Di Camargo e Luciano, Werley, seguiu na carreira de cantor com outro amigo, formando assim a dupla Marcelinho de Lima & Camargo. E Cleiton, não obtendo sucesso como político, chegou a formar outra dupla com um amigo, tendo certo prestígio na região centro-oeste do país e, depois de um tempo, foi convidado por Zezé e Luciano a fazer vocal de apoio para a dupla de abril de 2009 até agosto de 2013, para o retorno com Camargo.
Conforme anunciado em julho de 2013, foi confirmada a volta da dupla em outubro do mesmo ano, com a música de trabalho "Onde Está".
Em 2018, Cleiton & Camargo gravaram um DVD com releituras de Zezé di Camargo & Luciano, intitulado Cleiton & Camargo Cantam Zezé di Camargo & Luciano, Lado B, durante o evento Deu Praia, com produção musical de Bigair dy Jaime e direção artística de Rafael Vanucci. O DVD foi lançado em agosto.

## Discografia[10]
- 1996 - Cleiton e Camargo (EMI)
- 1997 - Pense Com o Coração (EMI)
- 1998 - Cleiton e Camargo (EMI)
- 2000 - Cleiton e Camargo (EMI)
- 2000 - Série Bis - Cleiton & Camargo (EMI)
- 2001 - Amor no Carro (EMI)
- 2001 - Para Sempre (EMI)
- 2002 - Identidade - Cleiton & Camargo (EMI)
- 2002 - Cleiton e Camargo (BMG)
- 2015 - Isso Não é Amor (EMI)
- 2018 - Cleiton & Camargo Cantam Zezé di Camargo & Luciano, Lado B (Ao Vivo)
- 2023 - Origens (Ao Vivo)